# بوتشون
بوتشون هي مدينة في كوريا الجنوبية، تتبع مقاطعة غيونغي، بلغ عدد سكانها 163,388 نسمة في 2015، تبلغ مساحتها 826.38 كيلومتر مربع.

## مدن توأم
المدن التوأم:
- تشوتشو.